# كأس الكؤوس الأوروبية 1979–80
كأس الكؤوس الأوروبية 1979–80 (بالإسبانية: Recopa de Europa 1979-80)‏ هو الموسم 20 من  كأس الكؤوس الأوروبية. الذي يشرف على تنظيمه الاتحاد الأوروبي لكرة القدم، وكان عدد الأندية المشاركة فيه  34، وفاز فيه نادي فالنسيا.

## نتائج الموسم
| المركز | فريق         | لعب | ف | ت | خ | له | عليه | ف.أ | نقاط | ملاحظة |
| ------ | ------------ | --- | - | - | - | -- | ---- | --- | ---- | ------ |
|        | نادي فالنسيا |     |   |   |   |    |      |     |      |        |